# Ingvar Jónsson (Fußballspieler)
Ingvar Jónsson (* 18. Oktober 1989 in Keflavík) ist ein isländischer Fußballspieler auf der Position eines Torwarts. Seit 2. Februar 2020 steht er im Aufgebot von Víkingur Reykjavík mit Spielbetrieb in der ersten isländischen Fußballliga. Er gehörte auch zum Kader der isländischen Nationalmannschaft, der an der Fußball-Europameisterschaft 2016 in Frankreich teilnahm.

## Vereinskarriere

### Karrierebeginn in Njarðvík
Ingvar Jónsson wurde am 18. Oktober 1989 in der Hafenstadt Keflavík im Südwesten Islands geboren. Seine Karriere als Fußballspieler begann er im Nachwuchsbereich der im Fußballbereich unterklassig agierenden Ungmennafélag Njarðvíkur, die speziell für ihre Basketballabteilung bekannt ist. Hierbei wurde er unter anderem vom isländischen Trainer Freyr Sverrisson trainiert und noch früh für den Klub aus Njarðvík in diversen Turnieren und Meisterschaften eingesetzt. Beim Klub aus dem Nachbarort schaffte er im Jahre 2006 den Sprung in die Herrenmannschaft und wurde fortan in dieser eingesetzt. Beim damaligen isländischen Drittligisten kam er im Spieljahr 2006 jedoch nur in einer einzigen Ligapartie zum Einsatz und wurde kurzzeitig auch an den damaligen isländischen Zweitligisten Knattspyrnufélag Akureyrar verliehen, bei dem er jedoch kein einziges Meisterschaftsspiel absolvierte. Mit der Mannschaft aus Njarðvík wurde er in dieser Saison als offensiv- wie defensivstärkste Mannschaft mit einem Punkt Rückstand auf Knattspyrnufélag Fjarðabyggðar Vizemeister der 2. deild karla und stieg so in die zweithöchste Fußballliga des Landes auf.
Über Einsätze im nachfolgenden Spieljahr ist nichts bekannt, obwohl auszugehen ist, dass er, wie auch in den nachfolgenden Spielzeiten, als angehende Stammkraft agierte. Mit der Mannschaft rangierte er dabei auf dem achten Tabellenplatz im Endklassement. Im Spieljahr 2008 kam er in allen 22 Ligaspielen seiner Mannschaft zum Einsatz, konnte jedoch einen Abstieg als Elftplatzierter zum Jahresende nicht verhindern. Doch auch 2009 agierte Ingvar Jónsson als Stammspieler im Tor von Ungmennafélag Njarðvíkur und wurde abermals in allen 22 Ligapartien eingesetzt, wobei er mit der Mannschaft die wenigsten Gegentore in dieser Spielzeit entgegennehmen musste. Mit fünf Punkten Rückstand auf Íþróttafélagið Grótta wurde er mit dem Team erneut Vizemeister der isländischen Drittklassigkeit und stieg erneut in die 1. deild karla auf. In dieser wurde er in 20 der insgesamt 22 Ligaspiele eingesetzt, konnte jedoch einen abermaligen Abstieg in die dritthöchste Spielklasse des Landes als Zwölft- und damit Letztplatzierter nicht verhindern. Den neuerlichen Abstieg trat Ingvar Jónsson, der mittlerweile fünf Spieljahre in der Herrenmannschaft verbracht hatte, nicht mehr an und wechselte stattdessen zum Erstligisten UMF Stjarnan, wo er alsbald zu einem Stammkraft aufstieg, nachdem er zuvor noch die Ersatzbank hütete bzw. gar nicht im offiziellen Kader war.

### Erstligadebüt mit UMF Stjarnan
Nachdem in den ersten fünf Runden Magnús Karl Pétursson das Tor gehütet hatte, wurde Ingvar Jónsson ab der sechsten Meisterschaftsrunde von Trainer Bjarni Jóhannsson als Stammtorhüter in allen restlichen 17 Meisterschaftspartien eingesetzt. Im Endklassement der Pepsideild 2011 rangierte er mit seiner Mannschaft auf dem vierten Tabellenplatz und erreichte dabei nur knapp keinen Europa-League-Qualifikationsstartplatz. Auch in den nachfolgenden Jahren war UMF Stjarnan in der Topgruppe der isländischen Erstklassigkeit vertreten und Ingvar Jónsson unterstützte die Mannschaft dabei weiterhin als Nummer 1 im Tor. 2012 wurde er von Bjarni Jóhannsson in allen 22 Ligaspielen über die volle Spieldauer eingesetzt und war zudem vor Saisonstart im sogenannten Fótbolti.net Cup, einem Turnier der beiden höchsten isländischen Fußballligen, im Einsatz, in dem er mit der Mannschaft bis ins Finale einzog und hinter Breiðablik Kópavogur die Silbermedaille gewann. Weiters war er mit UMF Stjarnan auch im isländischen Fußballpokal 2012 im Einsatz, wo er mit der Mannschaft ebenfalls bis ins Finale kam, dort jedoch dem Rekordpokalsieger und Rekordmeister KR Reykjavík mit 1:2 unterlag. In der Liga erreichte er diesmal den fünften Platz und schrammte auch hier nur knapp an einem Europa-League-Qualifikationsstartplatz vorbei.
Im Spieljahr 2013 belegte der Klub aus Garðabær mit 43 Punkten hinter Vizemeister FH Hafnarfjörður und Meister KR Reykjavík den dritten Tabellenplatz in der Endplatzierung und sicherte sich so einen Startplatz in der 1. Qualifikationsrunde der Europa-League-Saison 2014/15. Auch im isländischen Fußballpokal 2013 war UMF Stjarnan unter der Führung von Logi Ólafsson erfolgreich und zog erneut ins Finale, diesmal gegen Fram Reykjavík, ein. Hierbei unterlag die Mannschaft erst nach dem absolvierten Elfmeterschießen dem Klub aus der Hauptstadt Reykjavík. Des Weiteren war Ingvar Jónsson mit seiner Mannschaft im Deildabikar, dem isländischen Ligapokal, im Einsatz, wo er mit seinem Team im Halbfinale der 2013er Austragung gegen Valur Reykjavík ausschied. Über die gesamte Saison hinweg kam er auf Einsätze in 19 Ligaspielen, sowie in vier Pokal- und ebenso vielen Ligapokalspielen. Zum besten isländischen Torhüter des Jahres stieg er jedoch im darauffolgenden Jahr 2014 auf. In diesem Jahr nahm er mit der Mannschaft als Stammkraft an der Europa-League-Qualifikation teil, wo er mit UMF Stjarnan ungeschlagen durch drei Runden bis in die Play-offs, die vierte Qualifikationsrunde, vordrang. Auch dort kam er in beiden Partien gegen Inter Mailand zum Einsatz, wobei die Isländer den Italienern jedoch klar mit 0:9 aus Hin- und Rückspiel unterlegen waren und so knapp vor Einzug in die Gruppenphase vom Turnier ausschieden.
In der Liga lief es für die von Rúnar Páll Sigmundsson trainierte Mannschaft ebenso sehr erfolgreich. Nachdem UMF Stjarnan über den Großteil des Jahres hinter FH Hafnarfjörður auf dem zweiten Tabellenplatz rangierte, drehte die Mannschaft aus Garðabær dies noch in der letzten Meisterschaftsrunde und setzte sich mit einem Punkt Vorsprung und in 22 Partien ungeschlagen vor das Team aus Hafnarfjörður auf den ersten Tabellenplatz. Damit qualifizierte man sich für die Teilnahme an der 2. Qualifikationsrunde der Champions-League-Saison 2015/16, wo man jedoch, ohne Ingvar Jónssons Beteiligung, Celtic Glasgow mit einem Gesamtscore von 1:6 aus Hin- und Rückspiel unterlag. Ingvar Jónsson war, zumeist als Mannschaftskapitän, in 21 der 22 Ligaspiele im Einsatz und ließ nur in einer einzigen Partie Sveinn Sigurdur Jóhannesson den Vortritt. Weiters war er auch im isländischen Ligapokal 2014 Stammspieler, als er für sein Team in allen acht Partien zum Einsatz kam und erst im Viertelfinale gegen den späteren Vizemeister FH Hafnarfjörður ausschied. Ein jähes Ende, nach zwei Finalteilnahmen in Folge, folgte im isländischen Fußballpokal 2014, als er mit dem Team noch im Achtelfinale dem Hauptstadtverein Þróttur Reykjavík unterlag. Vor Beginn der Saison gewann er mit der Mannschaft noch die Goldmedaille beim Fótbolti.net Cup des Jahres 2014. Am Ende der Saison wurde er von seinen Mitspielern in der isländischen Erstklassigkeit zum „Spieler des Jahres“ gewählt.

### Wechsel nach Norwegen
Nach dem erfolgreichen Spieljahr 2014 wurde der mittlerweile von diversen Klubs umworbene Torhüter ablösefrei an den norwegischen Erstligisten Start Kristiansand abgegeben, wo er sich im Konkurrenzkampf um die Position als Stammtorhüter mit dem ehemaligen norwegischen Internationalen Håkon Opdal nicht durchsetzen konnte und von der ersten bis zur 16. Runde zumeist nur uneingesetzt auf der Ersatzbank saß. Sein Tippeligaen-Debüt, das zugleich auch sein einziger Erstligaauftritt in diesem Jahr blieb, absolvierte er in der fünften Runde am 30. April 2015 bei einer 2:3-Niederlage gegen Rosenborg Trondheim, als er über die ganzen 90 Minuten im Tor war. In dieser Zeit kam er auch zu zwei Einsätzen im norwegischen Fußballpokal 2015, als er mit der Mannschaft jedoch bereits in der zweiten Runde gegen den Drittligisten Vindbjart FK vom laufenden Turnier ausschied. Aufgrund der Aussichtslosigkeit auf einem Durchbruch in der höchsten norwegischen Fußballliga, wurde er im Juli 2015 bis zum Ende der Saison an den norwegischen Zweitligisten Sandnes Ulf verliehen. Beim zu diesem Zeitpunkt auf dem zweiten Tabellenplatz rangierenden und über einen längeren Zeitraum um den Aufstieg mitspielenden Klub aus Sandnes kam er gleich von Beginn an als Stammtorhüter zum Einsatz und wurde von Bengt Saeternes, einem weiteren ehemaligen norwegischen Nationalspieler, in allen 15 restlichen Ligaspielen eingesetzt. Nachdem er mit seinem in der vorangegangenen Saison aus der Erstklassigkeit abgestiegenen Team im Endklassement lediglich den siebenten Platz erreichte und aufgrund der schlechteren Tordifferenz nur knapp nicht den Einzug in die Aufstiegsrunde meisterte, kehrte er wieder zu seinem angestammten Klub nach Kristiansand zurück. Dieser wiederum kam über einen 14. Tabellenplatz nicht hinaus und musste in der Relegation gegen den FK Jerv antreten, wobei Start Kristiansand mit 4:1 aus Hin- und Rückspiel als Sieger hervorging und den Verbleib in der höchsten norwegischen Fußballliga sicherte.
Nach seiner Rückkehr nach Kristiansand dauerte es nicht lange, ehe Ingvar Jónsson, mittlerweile vierfacher isländischer Nationalspieler, abermals den Verein wechselte. Nach Auslaufen seines Einjahresvertrages schloss er sich ablösefrei dem gerade erst aus der Tippeligaen abgestiegenen Verein Sandefjord Fotball an, mit dem er ins Spieljahr 2016 startete. Hierbei wurde er bisweilen (Stand: 19. Mai 2016) in sieben der acht Meisterschaftsspiele als Stammkraft von Trainer Lars Bohinen eingesetzt und rangiert mit dem Team auf dem zweiten Platz hinter dem Levanger FK, während sein Ex-Klub aus Kristiansand nach elf Ligapartien noch immer sieglos auf den letzten Platz der norwegischen Erstklassigkeit rangiert.

## Nationalmannschaftskarriere
Erste Erfahrung in einer isländischen Fußballnationalauswahl sammelte Ingvar Jónsson im Jahre 2008, als er erstmals für die isländischen U-19-Junioren auflief. Dabei kam er unter Trainer Kristinn Rúnar Jónsson in allen drei Qualifikationsspielen der Eliterunde zur U-19-EM 2008 gegen die Alterskollegen aus Bulgarien, Norwegen und Israel zum Einsatz. Als Gruppenzweiter hinter den Bulgaren schaffte er mit den Isländern den Einzug in die EM-Endrunde in Tschechien nicht. Etwa dreieinhalb Monate dauerte es daraufhin, ehe der junge Torwart wieder für den isländischen Verband einberufen wurde. Unter Trainer Luka Kostić schaffte er den Sprung in den isländischen U-21-Kader und debütierte für diesen am 20. August 2008 in einem freundschaftlichen Länderspiel gegen Dänemarks U-21, als er bei der 0:2-Niederlage ab der 71. Minute das Tor seiner Mannschaft hütete und dabei Þórður Ingason ersetzte.
Vier Jahre dauerte es, bis er erneut für eine isländische Nationalmannschaft einberufen wurde; bei einem 2:0-Sieg in einem Freundschaftsspiel gegen die Färöer war er zweiter Torwart hinter Hannes Þór Halldórsson, kam jedoch als solcher nicht zum Einsatz. Abermals etwas mehr als zwei Jahre sollte es dauern, ehe die nächste Einberufung erfolgte. Diesmal holte ihn das Trainergespann Lars Lagerbäck und Heimir Hallgrímsson für die ersten drei Qualifikationsspiele zur EM 2016 in die A-Nationalmannschaft seines Heimatlandes. Hierbei konnte sich Island nach klaren Siegen über die Türkei, Lettland und die Niederlande rasch als Führender an die Gruppenspitze setzen; Ingvar Jónsson war in allen drei Partien ohne Einsatz auf der Ersatzbank. Etwas mehr als einen Monat nach dem bislang letzten WM-Quali-Spiel holte ihn das Trainerduo für ein Freundschaftsspiel gegen Belgien in den isländischen Nationalkader. In der zweiten Halbzeit der 1:3-Niederlage kam er dabei für Ögmundur Kristinsson auf den Rasen und gab somit sein A-Nationalmannschaftsdebüt.
Nachdem er im nachfolgenden EM-Qualifikationsspiel gegen Tschechien im November 2014 ebenfalls nur Ersatz gewesen war und nicht zum Einsatz gekommen war, wurde er Anfang Januar 2015 für zwei freundschaftliche Länderspiele gegen Kanada erneut ins Nationalteam berufen. Nach einem rund 25-minütigen Einsatz in der ersten Begegnung, saß er im zweiten Spiel gegen die Kanadier wieder uneingesetzt auf der Ersatzbank. Als er auch im fünften Qualifikationsspiel gegen Kasachstan ohne Einsatz blieb und auch im drei Tage später stattfindenden Freundschaftsspiel gegen Estland einsatzlos blieb, war er im zweiten Teil der EM-Qualifikation nicht mehr im offiziellen Kader Islands und wurde in dieser Zeit zumeist nur als dritter Torhüter gehandelt. Mit den Isländern zog er als Gruppenzweiter hinter den Tschechen erstmals in der isländischen Fußballgeschichte in die EM-Endrunde in Frankreich ein.
Erneut vergingen einige Monate, ehe Ingvar Jónsson im November 2015 vom Trainergespann Lagerbäck–Hallgrímsson für zwei Freundschaftsspiele gegen Polen und die Slowakei in die isländische A-Nationalmannschaft einberufen wurde. Während hier Einsätze ausblieben, wurde er im Januar 2016 auch für zwei freundschaftliche Länderspiele gegen Finnland und die Vereinigten Arabischen Emirate einberufen und über eine Halbzeit bzw. über die gesamte Spieldauer eingesetzt. Nachdem er gegen die US-amerikanische Nationalmannschaft Ende Januar 2016 nicht im offiziellen Kader war, kehrte er für zwei freundschaftliche Länderspiele gegen Dänemark und Griechenland Ende März 2016 zurück in den Kader und blieb erneut ohne Einsatz. Mit der Nationalmannschaft nimmt er im Juni und Juli 2016 erstmals an der Europameisterschaft teil. Bei dem Turnier in Frankreich wurde er als zweiter Ersatztorhüter in das Aufgebot Islands aufgenommen, wurde aber ebenfalls nicht eingesetzt.

## Erfolge
mit Ungmennafélag Njarðvíkur
- 2× Vizemeister der 2. deild karla und Aufstieg in die 1. deild karla: 2006 und 2009

mit UMF Stjarnan
- 1× Gold im Fótbolti.net Cup: 2014
- 1× Silber im Fótbolti.net Cup: 2012
- 2× Isländischer Fußballpokalfinalist: 2012 und 2013
- 2× Isländischer Meister: 2014, 2015
- 1× Spieler des Jahres der Pepsideild: 2014

mit Víkingur Reykjavík
- 2× Isländischer Meister: 2021, 2023
- 3× Isländischer Pokalsieger: 2021, 2022, 2023
- 2× Isländischer Superpokalsieger: 2022, 2024